# Michel Létourneau (poète québécois)
Pour l’article homonyme, voir Michel Létourneau.
Michel Létourneau, né à Québec le 4 juin 1959, est un poète québécois.

## Biographie
Depuis 2004, Michel Létourneau habite à Rivière-du-Loup. Il détient une maîtrise en counseling et orientation scolaire de l'Université Laval (1992). Travaillant auprès des jeunes et des adultes, le contact avec l'autre l'amène à « trouver un point d'équilibre entre les préoccupations quotidiennes et son désir d'interroger constamment le monde par l'écriture ».
En poésie, il publie plusieurs titres dont Mémoires sous les pierres (Éditions du Noroît, 1992), Les demeures dispersées (Éditions du Noroît, 1993), Nos vies infranchissables (Écrits des Forges, 2002), Les marges du désert (Éditions Triptyque, 2010), Détachements et autres cycles d'un royaume (Éditions Triptyque, 2011) ainsi que La part habitée du ciel (Écrits des Forges, 2018),,,.
En 1992, Létourneau est finaliste pour le Prix des Terrasses St-Sulpice. Il est également finaliste à plusieurs reprises au Prix Littéraire Radio-Canada, catégorie poésie. En 2019, Létourneau est aussi finaliste au Prix littéraire du Gouverneur général, catégorie poésie.
Il est membre de l'Union des écrivaines et des écrivains québécois.

## Œuvres

### Poésie
- Mémoires sous les pierres, avec des photographies de Fabienne Bully, Montréal, Éditions du Noroît, 1992, 66 p. (ISBN 289018241X)
- Les demeures dispersées, Montréal, Éditions du Noroît, 1993, 58 p. (ISBN 2-89018-279-7)
- Entailles de la lumière, Montréal, Éditions du Noroît, 1996, 58 p. (ISBN 2-89018-357-2)
- Nos vies infranchissables, Trois-Rivières, Écrits des Forges, 2002, 82 p. (ISBN 2-89046-676-0 et 9782890466760)
- Les rives claires, Montréal, Éditions Triptyque, 2008, 83 p. (ISBN 978-2-89031-620-1)
- Les marges du désert, Montréal, Éditions Triptyque, 2010, 74 p. (ISBN 978-2-89031-683-6)
- Détachements et autres cycles d'un royaume, Montréal, Éditions Triptyque, 2011, 98 p. (ISBN 978-2-89031-732-1)
- Nous rejoindre, Trois-Rivières, Écrits des Forges, 2016, 91 p. (ISBN 9782896453306)
- La part habitée du ciel, Trois-Rivières, Écrits des Forges, 2018, 77 p. (ISBN 9782896453641)
- S'inspirer de la matière, Trois-Rivières, Écrits des Forges, 2022, 90 p.  (ISBN 978-2-89645-422-8)

- Les portes souffrantes, Trois-Rivières, Écrits des Forges, 2024, 96 p.  (ISBN 978-2-89645-499-0)

## Prix et honneurs
- 1992 - Finaliste : Prix des Terrasses St-Sulpice (pour Mémoires sous les pierres)
- 2006 - Finaliste : Prix Littéraire Radio-Canada, catégorie poésie (pour Soupçon du monde sous la langue)
- 2007 - Finaliste : Prix Littéraire Radio-Canada, catégorie poésie (pour Quelques baraquements subsistent)
- 2008 - Finaliste : Prix Littéraire Radio-Canada, catégorie poésie (pour Les marges du désert)
- 2009 -  Finaliste : Prix Littéraire Radio-Canada, catégorie poésie (pour Les ruines ont encore à donner)
- 2014 - Finaliste : Prix Littéraire Radio-Canada, catégorie poésie (pour Écrire entre les vagues)[7]
- 2015 - Finaliste : Prix Littéraire Radio-Canada, catégorie poésie (pour Enchevêtrés à nos potiches)[8]
- 2019 - Finaliste : Prix littéraire du Gouverneur général, catégorie poésie (pour La part habitée du ciel)[6]